# Hal Willner
Hal Willner (6. dubna 1956 Filadelfie, Pensylvánie – 7. dubna 2020 New York, New York) byl americký hudební producent.
Produkoval alba mnoha interpretů, mezi které patří i Marianne Faithfull (Horses and High Heels), Lou Reed (Ecstasy, The Raven, Berlin: Live at St. Ann's Warehouse, Lulu), Bill Frisell (Unspeakable), Gavin Friday (Each Man Kills the Thing He Loves, Adam 'n' Eve), Lucinda Williams (West), Laurie Anderson (Life on a String) a další.